# HD 183227
HD 183227，又名BD+02 3892，SAO 124661、HR 7397，是一颗恒星，视星等为5.85，位于銀經39.79，銀緯-6.85，其B1900.0坐标为赤經19h 23m 19.5s，赤緯+2° -6.85′ 36″。